# Cloniophorus chrysaspis
Cloniophorus chrysaspis là một loài bọ cánh cứng trong họ Cerambycidae.